# Marelisa Gibson
Marelisa Gibson Villegas (Bolívar, 26 de agosto de 1988)  es una reina de belleza venezolana, ganadora del certamen Miss Venezuela 2009 representando al estado Miranda.
También obtuvo el premio de Miss Rostro L'Ebel como el mejor rostro del certamen. Representó a Venezuela en el certamen Miss Universo 2010, donde no logró entrar al grupo de las semifinalistas a pesar de ser una de las grandes favoritas de esa edición.

## Biografía
Marelisa Gibson, es la segunda de los tres hijos de William Gibson Carvallo (1955) y Patricia Villegas Sosa (1963). Sus hermanos son John (1986) y Patricia (1996). Provienen de una familia caraqueña multicultural; siendo bisnieta de inmigrantes suecos que llegaron a Venezuela en la década de 1940.
Marelisa, se crio en San Román y asistió al Colegio Cristo Rey de Altamira (Caracas). A los 17 años se mudó a París, Francia, donde estudió francés; para luego retornar a Venezuela. 
Realizó estudios de arquitectura en la Universidad Central de Venezuela, en Caracas. Habla español, inglés y francés. 
Gibson, es la tercera Miss Venezuela de ascendencia sueca, la primera fue Eva Lisa Ljung, Miss Venezuela 1989 y la segunda Eva Ekvall, Miss Venezuela 2000. Además, es la sexta candidata del estado Miranda en convertirse en Miss Venezuela y la décima caraqueña.

### Vida personal
El 12 de marzo de 2011, se casó con el ingeniero industrial Andrés Henrique Blohm Franchi (1986); quien es primo segundo de Andreína Goetz y con quien se mudó a Filadelfia, donde él estaba terminando un posgrado y ella estudió diseño interior. Tienen dos hijos.

## Cronología
| Predecesor: Stefanía Fernández | Miss Venezuela 2009 | Sucesor: Vanessa Gonçalves |